# GMA Gospel Music Hall of Fame
O GMA Gospel Music Hall of Fame é uma honraria instituída em 1971 com a finalidade de prestar reconhecimento a todos que ofereceram contribuições significativas nos variados aspectos da música Gospel nos Estados Unidos.

## Lista parcial de admitidos
Dentre muitos dos mais significativos admitidos no GMA Gospel Music Hall of Fame, encontram-se os seguintes nomes abaixo, alguns dos quais já falecidos:
- Pat Boone (2003)
- Ralph Carmichael 1985)
- Fanny Crosby (1975)
- Andrae Crouch (1998)
- Amy Grant (2003)
- Al Green (2004)
- Keith Green (2001)
- Billy Ray Hearn (1997)
- Mahalia Jackson ("Rainha do Gospel", 1978)
- Kurt Kaiser (2001)
- Phil Keaggy (2007)
- John Newton (Amazing Grace, 1982)
- Larry Norman (2001)
- Sandi Patty (2004)
- John W. Peterson (1986)
- Elvis Presley (2001)
- Homer Rodeheaver (1973)
- Albertina Walker (2001)
- Ethel Waters (1984)

Grupos:
- The Blackwood Brothers, (in 1998)
- The Blind Boys of Alabama (2002)
- The Fairfield Four (1999)
- Bill Gaither (1983), Gloria Gaither (1997), e The Gaither Trio (1999)
- The Imperials (1998)
- The Jordanaires (1998)
- The Mighty Clouds Of Joy (1999)
- Oak Ridge Boys (2000)
- Petra (2000)
- Second Chapter of Acts (1999)
- The Winans (2007)
- Stryper (1986)
- Take 6 (2014)
- The Hoppers (2012)

Billy Graham foi admitido em 1999 por oferecer espaço em seus eventos a muitos artistas cristãos (Graham pregou o evangelho em mais de 185 países para uma audiência estimada de 210 milhões de pessoas). Entre esses artistas encontram-se nomes como: Michael W. Smith, Amy Grant, Sandi Patty, Larnelle Harris, Steven Curtis Chapman, dc Talk, Jars of Clay.